# Caproni Ca.20
Il Caproni Ca.20 era un caccia monomotore monoplano sviluppato da Giovanni Battista "Gianni" Caproni nel 1914. Rimase allo stadio di prototipo e ne venne realizzato un unico esemplare.

## Storia

### Sviluppo
Il Ca.20 derivava dal Ca.18, un monoplano da osservazione che era stato sviluppato nel 1913 a partire dai precedenti modelli (Ca.8-Ca.16). Si differenziava dal progetto originario per un più potente motore Le Rhône. Particolare era l'adozione di una grande ogiva per alloggiare l'elica bipala in legno: raccordandosi direttamente con la fusoliera, costituiva una ben avviata cappottatura. L'ogiva era traforata per consentire il raffreddamento del motore. Inoltre l'apertura alare era stata ridotta, per migliorare le prestazioni in termini di velocità e manovrabilità.
Essendo concepito per la "caccia" introduceva un armamento offensivo, costituito da una mitragliatrice a tamburo installata sopra al vertice della capra di montanti posti davanti all'abitacolo per sostenere e consentire lo svergolamento dell'ala. La particolare installazione consentiva all'arma di non interferire con il disco dell'elica. Infatti i primi dispositivi di sincronizzazione, che consentono ad un'arma di sparare con sicurezza attraverso le pale di un'elica in moto, fecero la loro comparsa sui Fokker Eindecker durante il 1915, sebbene diversi esperimenti erano stati condotti dai francesi già a partire dal 1913.
Per poter utilizzare l'arma posta circa mezzo metro sopra la sua testa, il pilota disponeva di un mirino artificiale all'altezza degli occhi.

#### Da Taliedo a Seattle
L'aereo non riscontrò comunque l'interesse delle autorità italiane e rimase allo stadio di prototipo. Un simile destino stava anche per toccare all'ambizioso progetto del trimotore da bombardamento Ca.31, progetto che "godeva" del parere contrario del generale Maurizio Moris, ispettore dell'Aeronautica. Solo grazie all'appoggio e l'interesse di Giulio Douhet, comandante del Battaglione Aviatori e tra i primi teorici del bombardamento strategico, si poté realizzare il prototipo, che volò nell'ottobre 1914. All'epoca la situazione della ditta era fortemente influenzata dai pareri ufficiali, in quanto la Caproni era stata nazionalizzata nel 1913, e Giovanni Battista "Gianni" Caproni ricopriva il solo ruolo di direttore tecnico dello stabilimento.
Il Ca.20 venne quindi immagazzinato, per ricomparire oltre vent'anni dopo all'Esposizione dell'Aeronautica Italiana di Roma del 1936, per poi tornare nuovamente nell'oblio. Dodici anni dopo l'aereo venne immagazzinato in un monastero di proprietà della famiglia Caproni nei pressi di Venegono. Vi rimase fino al 1999 quando il Caproni Ca.20 venne affidato al Museum of Flight, Seattle, Washington, in cui è oggi esposto. Il Caproni Ca.20, caso piuttosto raro per un aereo dell'epoca, ha subito solo un restauro conservativo, il rivestimento in tela e la struttura in legno sono quelli originali.

##### Il primo caccia del mondo

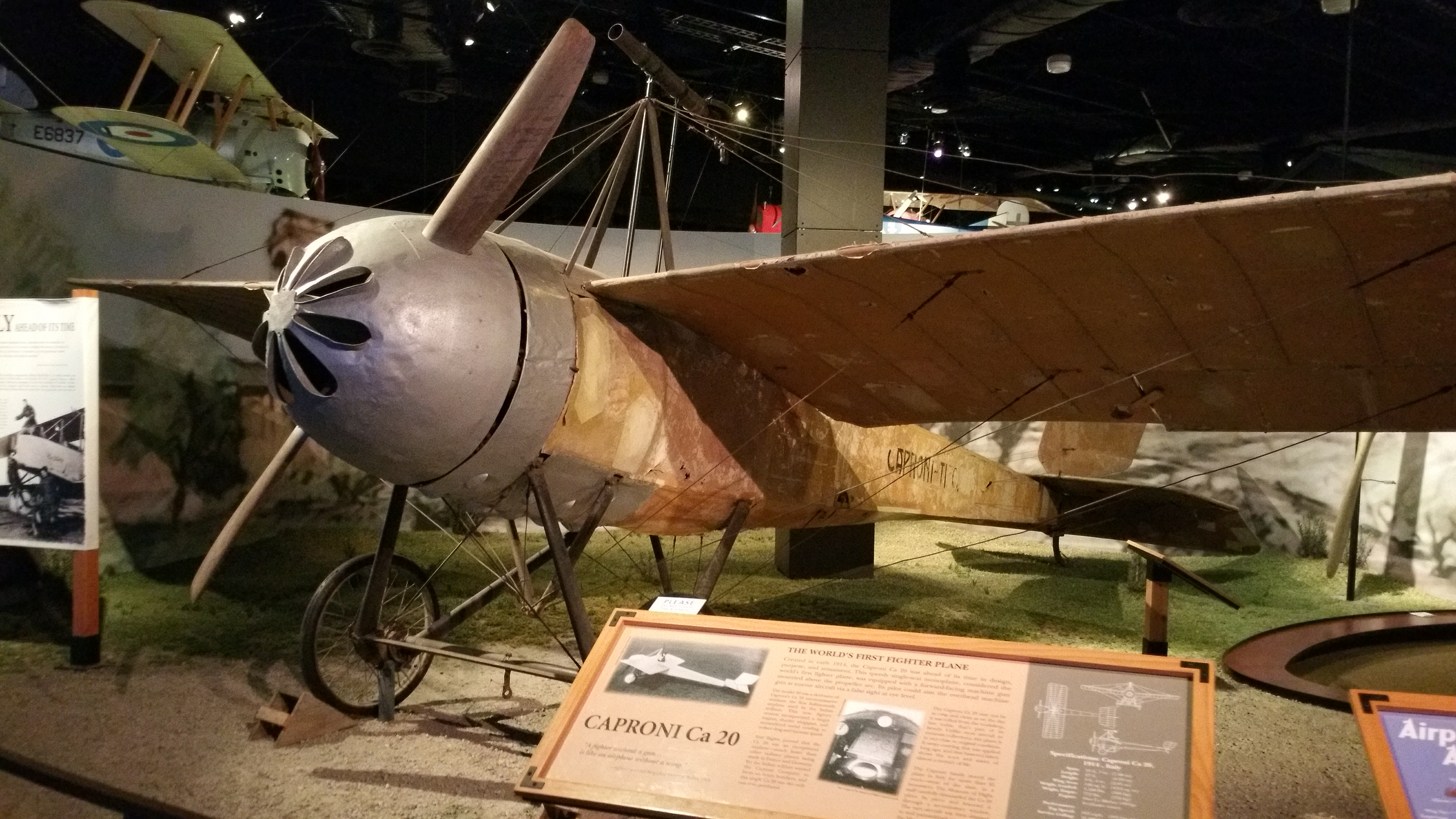
Ca.20 in esposizione presso il Museum of Flight di Seattle

Il Museum of Flight che espone il velivolo lo presenta al pubblico come The World's First Fighter Plane, il primo aereo da caccia del mondo, ed indubbiamente il Caproni Ca.20 è uno dei primi velivoli concepiti per la caccia, ma l'assegnazione del primato di primo caccia vede diversi contendenti, che rappresentano la naturale evoluzione di questo mezzo bellico, negli anni che precedettero la prima guerra mondiale e durante le prime fasi del conflitto.
Il Caproni Ca.20, veloce monoplano ad elica traente, nonostante il peculiare arrangiamento della mitragliatrice, anticipava di circa un anno la coppia di "primi caccia" più famosa: 
- Morane-Saulnier Type L: Questo monoplano biposto da osservazione non era stato concepito per la caccia, e il fatto che sia ricordato come tale, lo deve solo all'intraprendenza di uno dei sue piloti, l'asso francese Roland Garros. Questi installò una mitragliatrice frontale, ma non disponendo di un meccanismo di sincronizzazione dell'elica, la rivestì di piastre metalliche che avrebbero deviato i possibili colpi.
- Fokker E.I: Il monoplano Fokker fu invece il primo aereo ad essere munito di un meccanismo di sincronizzazione per permettere alla mitragliatrice di sparare attraverso il disco dell'elica senza interferenze.

Mentre il caccia italiano era più giovane di un anno del Experimental Fighter Biplane 1, il biplano ad elica spingente da cui sarebbe derivato il Vickers F.B.5 Gunbus, primo caccia britannico. In ultimo tra i primi caccia occorre ricordare il Nieuport Type 11, meglio noto come Nieuport Bebe, derivato da un biplano da competizione durante il 1914 e quindi contemporaneo al Ca.20. Per evitare che i colpi interferissero con l'elica, la mitragliatrice venne installata sopra l'ala superiore, una soluzione poi impiegata in altri caccia biplani.